# Полоцк
По́лоцк (бел. По́лацк) — город в Витебской области, на севере Беларуси, административный центр Полоцкого района. Расположен по обоим берегам Западной Двины, при впадении в неё реки Полоты.
Численность населения — 79 285 человек (на 1 января 2025 года). Вместе с городом Новополоцком и другими ближайшими населёнными пунктами образует Полоцкую агломерацию с населением около 270 тыс. человек.
Древнейший город Беларуси, впервые упоминается в «Повести временных лет» под 862 годом.

## История
Первое летописное упоминание о Полоцке относится к 862 году. В Никоновской летописи упомянут поход на Полоцк Аскольда и Дира под 865 годом.
Историческим ядром города являлось укреплённое поселение кривичей, возникшее на месте более древнего городища банцеровской культуры на берегу реки Полоты, недалеко от впадения её в Западную Двину. Археологические раскопки на полоцком городище, проведённые в 2007 году Д. В. Дуком, показали, что городище было заселено уже в 780 году. Городской характер укреплений городища датируется не ранее середины X века. Высота полоцкого городища составляет не менее 13,5 м, площадь ок. 2 га, у подножия городища была расположена развитая система неукреплённых поселений. Суммарная площадь Полоцкого городища вместе с селищами на протяжении ІХ — конца X века составляла 8 га. В ІХ—X веках Полоцкая земля развивалась самостоятельно и не испытала влияния хазар и «варяжской дани». В конце X века площадь Полоцка возрастает в десятки раз, а в XI веке площадь Полоцка составляет ок. 180 га. Ко второй четверти XI века Полоцк становится одним из крупных социально-экономических и культурных центров региона.
Первым известным полоцким князем, о котором упоминают летописные источники, является Рогволод (убит около 978 года). В 988—1001 годах в Полоцке княжил Изяслав Владимирович, сын Рогнеды Рогволодовны и Владимира Святославича, родоначальник династии полоцких князей Изяславичей. К 992 году относится основание Полоцкой епархии (по некоторым источникам, 1104 год).
В 1003—1044 годах в Полоцке княжил Брячислав Изяславич. Он значительно расширил территорию Полоцкого княжества, присоединив города Усвят и Витебск, а также земли между Западной Двиной и Дисной, где основал город Брячиславль (Браслав).
В период правления Всеслава Брячиславича (с некоторыми перерывами с 1044 по 1101 год) был построен Софийский собор (между 1030—1060 годами), один из самых ранних храмов Древней Руси. При Всеславе Брячиславиче Полоцкое княжество достигло своего наивысшего могущества. С именем внучки Всеслава Брячиславича Преподобной Евфросинии (1110—1173), игумении Полоцкой, связано основание Полоцкого Спасо-Евфросиниевского монастыря. По её заказу в 1161 году мастер-ювелир Лазарь Богша создал напрестольный крест — шедевр древнего ювелирного искусства.
В 1132 году в Полоцке поднялось восстание, которое привело к смене власти и выходу княжества из состава Древнерусского государства.
В 1229 году между Смоленским, Витебским и Полоцким княжествами с одной стороны и Ригой и Готландом с другой стороны был заключён договор — Смоленская торговая правда.
В начале 1240-х годов на полоцком княжеском престоле часто оказывались литовцы, однако государство сохраняло самостоятельность. Правивший в Полоцке во второй половине XIV века Андрей Полоцкий (1342—1377, 1381—1387) является одним из самых замечательных политических деятелей в истории Полотчины. После утраты князем Андреем Полоцкого княжества его сменил Скиргайло Ольгердович (1387—1397) — последний самостоятельный полоцкий князь. С 1392 года земли бывшего Полоцкого удела в составе Великого княжества Литовского управлялись наместниками, а с 1504 года — воеводами. Полоцк упомянут как литовский город в летописном «Списке русских городов дальних и ближних» (конец XIV века).
В 1444—1457 годах полоцким наместником являлся Андрей Сакович герба «Помян», сын боярина Станислава Сака. В 1498 году в городе было введено Магдебургское право. В 1498 году Великий князь Александр Ягеллончик выдал грамоту на основание монастыря бернардинцев в Полоцке. В 1504—1772 годах Полоцк был центром Полоцкого воеводства ВКЛ (с 1569 года — воеводства Речи Посполитой).
В 1518 году русское войско предприняло неудачную попытку взять Полоцк, но было разбито полоцким войском под командованием Альбрехта Гаштольда.
После осады и взятия города 15 февраля 1563 года в ходе Ливонской войны, войска Ивана IV Грозного разграбили Полоцк. После этого город никогда уже не возвратил себе бывшего богатства и славы. Некоторые русские летописи, а также Мацей Стрыйковский и его компиляторы сообщают, что еврейскому населению города под страхом смерти было приказано креститься в православие, а несогласившиеся были утоплены в Западной Двине; однако, так ли это было на самом деле — неизвестно. В 1564 году шестинедельная осада Полоцка литовскими войсками оказалась безуспешной.
В 1563—1579 годах Полоцк пребывал в составе Русского царства. В 1579 году Полоцк осадил и снова присоединил к Речи Посполитой король Стефан Баторий.
В ходе Смоленской войны в 1633 году успешный набег на Полоцк совершил отряд русских войск из Невеля и Великих Лук во главе с Григорием Радецким. Многие поляки и литовцы были посечены, лишь части из них удалось отсидеться в Верхнем замке.
В ходе русско-польской войны 1654—1667 годов Полоцк вновь временно оказывается под властью Русского государства.
В итоге первого раздела Речи Посполитой правобережная часть Полоцка 25 июля (5 августа) 1772 года вошла в состав Российской империи.
Левобережная часть Полоцка вошла в состав Российской империи по второму разделу Речи Посполитой в 1792 году.
В 1772—1776 годах город входил в состав Псковской губернии.
С 24 августа (4 сентября) 1776 года Полоцк — административный центр Полоцкой губернии, с 12 мая (23 мая) 1778 года — Полоцкого наместничества.
В 1788 году в честь города получила название шхуна «Полоцк», вошедшая в состав Черноморского флота России.
Двадцатилетнее нахождение Полоцка в качестве губернского города способствовало значительному экономическому росту и культурному развитию города. Были приняты принципы регулярной планировки городского центра, были возведены новые административные здания, выросла территория города, увеличилось население. Полоцк вернул себе статус центра местной и транзитной торговли.
С 12 декабря (23 декабря) 1796 года Полоцк стал уездным городом Белорусской губернии, а с 1802 года — Витебской губернии.
В 1812 году под Полоцком произошли два сражения между русской и французской армиями (см. Первое сражение под Полоцком и Второе сражение под Полоцком).
С 1924 года Полоцк в составе Белорусской ССР.
Во время Великой Отечественной войны Полоцк обороняла 22-я армия Западного фронта, которая на две недели задержала продвижение немецких войск на северном фланге центрального участка советско-германского фронта. И только 16 июля 1941 года город был захвачен противником (подробнее см. Оборона Полоцка 1941). Немецкая оккупация продлилась около трёх лет.
С 20 сентября 1944 года по 8 января 1954 года Полоцк являлся административным центром Полоцкой области в составе Белорусской ССР.

### В составеРеспублики Беларусь
6 августа 1994 года прошёл I День белорусской письменности.
В 2002 году прошёл республиканский фестиваль «Дажынкi».
7 сентября 2003 года прошёл X День белорусской письменности.
В 2009 году в связи с празднованием 65-й годовщины освобождения Республики Беларусь от немецко-фашистских захватчиков и в целях увековечения подвига воинов Красной Армии, партизан и подпольщиков Полоцк награждён вымпелом «За мужнасць і стойкасць у гады Вялікай Айчыннай вайны» (Указ Президента Республики Беларусь от 29 июня 2009 года № 355).
В 2010 году Полоцк объявлен Культурной столицей Республики Беларусь.
С 25 мая по 5 июня 2012 года в городе проходили праздничные мероприятия, посвящённые 1150-летию первого упоминания Полоцка в письменных источниках.
14 января 2013 года Указом Президента Республики Беларусь № 27 «Об объединении районов и городов областного подчинения Республики Беларусь, имеющих общий административный центр» Полоцк был лишён статуса города областного подчинения. Полоцкий район и город Полоцк объединены в одну административно-территориальную единицу — Полоцкий район с административным центром в Полоцке.
2017 год: Полоцку присуждён статус «Молодёжная столица Беларуси-2017». 3 сентября 2017 года прошёл XXIV День белорусской письменности.
2019 год: 25 мая Полоцк принял эстафету огня II Европейских игр.
12-13 августа 2022 года прошёл культурно-спортивный фестиваль «Вытокі. Крок да Алiмпу».
15-16 сентября 2023 года — мероприятия культурно-образовательного проекта «Скориновские дни в Полоцке».
В 2024 году отмечен значительный вклад в повышение благоустроенности в 2023 году территории в г. Полоцке.
В 2024 году прошёл областной фестиваль-ярмарка «Дажынкi».

## Геральдика
7 августа 1968 года решением исполкома Полоцкого городского Совета народных депутатов был утверждён Герб Полоцка. Авторы — Г. И. Певзнер, В. П. Стрельцов, В. Н. Любовицкий, А. К. Филиппов. В описании герба говорилось:

«Герб изображён на щите традиционной формы с соотношением сторон 4:5.

Поле герба по диагонали пересекает широкая голубая полоса реки Западная Двина, с которой сливается река Полота, обозначенная более узкой полоской.

Все поле герба широкой полосой делится на 2 части, как бы символизирующие прошлое и будущее города.

В верхней части на красном поле изображение части зубчатого колеса стального цвета, реторты, до половины заполненной нефтью, и золотого силуэта промышленного предприятия — символов промышленности города.

В нижней части на зелёном поле изображение воина-всадника в шлеме с мечом в ножнах, щитом и флажком на копьё. Поза воина спокойная, мирная, но он в полной боевой готовности.

На фоне всадника у нижнего края щита дата основания города — „862“, окружённая орнаментом».
Исторический герб Полоцка утверждён 13 мая 1994 года решением Полоцкого городского Совета народных депутатов № 14/6 и внесён в Гербовый матрикул Республики Беларусь 15 июля 1994 года под № 4. В описании герба сказано: «В синем поле „барочного“, или „германского“, щита трёхмачтовый корабль с серебряными парусами плывёт по серебряным волнам».
Флаг города Полоцка учреждён Указом Президента Республики Беларусь от 20 января 2006 года № 36 и зарегистрирован в Государственном геральдическом регистре Республики Беларусь 6 февраля 2006 года № Б-79. Его создатели использовали основные гербовые цвета, а в центре полотнища разместили городской герб.

## Население
В 1780 году в Полоцке было 360 деревянных домов, 437 мещан-христиан, 478 евреев, небольшое число дворян и чиновников. Уменьшению числа жителей и упадку города способствовали войны, многочисленные пожары, чума 1566 года, голод 1600 и 1741—1746 годов.
В 1811 году в Полоцке насчитывалось 1300 домов и 6320 жителей.
Население Полоцка в 1891 году — 20 321 жителей, из них иудеев — 10 797 (53,1 %), православных — 6989 (34,4 %), католиков — 1534 (7,6 %), старообрядцев — 406, лютеран — 299, единоверцев — 204, 2 мусульманина.
По переписи 1897 года в городе проживал 20 751 житель, из них 12 481 евреев, 3523 русских, 3122 белорусов, 913 поляков.
Численность населения — 79 285 человек (на 1 января 2025 года).
| Численность населения в XX—XXI веках:                                                                                          |
| График не отображается по техническим причинам. Чтобы исправить это, воспроизведите график в новом формате, если это возможно. |

| Год         | 1923  | 1926   | 1939   | 1959   | 1970   | 1979   | 1989   | 2006   | 2016   | 2018   | 2021   | 2023    | 2024    | 2025    |
| ----------- | ----- | ------ | ------ | ------ | ------ | ------ | ------ | ------ | ------ | ------ | ------ | ------- | ------- | ------- |
| Численность | 18194 | ▲25826 | ▲29577 | ▲44978 | ▲64182 | ▲71152 | ▲76837 | ▲81020 | ▲85078 | ▼84597 | ▼80795 | ▲79 960 | ▼79 579 | ▼79 285 |

| Национальный состав по переписи 2009 года | Национальный состав по переписи 2009 года | Национальный состав по переписи 2009 года | Национальный состав по переписи 2009 года | Национальный состав по переписи 2009 года | Национальный состав по переписи 2009 года | Национальный состав по переписи 2009 года | Национальный состав по переписи 2009 года | Национальный состав по переписи 2009 года | Национальный состав по переписи 2009 года | Национальный состав по переписи 2009 года |
| Всего (2009)                              | белорусы                                  | белорусы                                  | русские                                   | русские                                   | украинцы                                  | украинцы                                  | поляки                                    | поляки                                    | евреи                                     | евреи                                     |
| ----------------------------------------- | ----------------------------------------- | ----------------------------------------- | ----------------------------------------- | ----------------------------------------- | ----------------------------------------- | ----------------------------------------- | ----------------------------------------- | ----------------------------------------- | ----------------------------------------- | ----------------------------------------- |
| 82 547                                    | 66 064                                    | 80,03 %                                   | 12 178                                    | 14,75 %                                   | 1538                                      | 1,86 %                                    | 358                                       | 0,43 %                                    | 238                                       | 0,29 %                                    |
| 82 547                                    | цыгане                                    | цыгане                                    | армяне                                    | армяне                                    | азербайджанцы                             | азербайджанцы                             | татары                                    | татары                                    | латыши                                    | латыши                                    |
| 82 547                                    | 139                                       | 0,17 %                                    | 100                                       | 0,12 %                                    | 92                                        | 0,11 %                                    | 86                                        | 0,1 %                                     | 38                                        | 0,05 %                                    |
| 82 547                                    | литовцы                                   | литовцы                                   | молдаване                                 | молдаване                                 | грузины                                   | грузины                                   | узбеки                                    | узбеки                                    | чуваши                                    | чуваши                                    |
| 82 547                                    | 36                                        | 0,04 %                                    | 32                                        | 0,04 %                                    | 28                                        | 0,03 %                                    | 26                                        | 0,03 %                                    | 21                                        | 0,03 %                                    |

По данным переписи 1939 года, в Полоцке проживали 17 032 белоруса (57,6 %), 6464 еврея (21,9 %), 4890 русских (16,5 %), 614 украинцев (2,1 %), 211 поляков (0,7 %), 366 представителей других национальностей. По переписи 1959 года, в Полоцке проживало 31 961 белорус (71,09 %), 9146 русских (20,34 %), 2104 еврея (4,68 %), 973 украинца (2,16 %), 282 поляка (0,63 %), 491 представитель других национальностей.
В 2017 году в Полоцке родилось 853 и умерло 1036 человек. Коэффициент рождаемости — 10,1 на 1000 человек (средний показатель по району — 9,7, по Витебской области — 9,6, по Беларуси — 10,8), коэффициент смертности — 12,2 на 1000 человек (средний показатель по району — 14,1, по Витебской области — 14,4, по Беларуси — 12,6). По уровню рождаемости Полоцк опережает другие крупные города области — Витебск, Оршу, Новополоцк. По уровню рождаемости Полоцк делит с Бобруйском и Светлогорском 14-16-е места среди 23 городов страны с населением более 50 тысяч человек, по уровню смертности занимает 3-е место (выше только в Светлогорске и Речице), по уровню естественного прироста/убыли населения (-2,1) занимает 21-е место.

## Органы власти
Представительным органом власти является Полоцкий районный Совет депутатов. Он избирается жителями по одномандатным округам. Срок полномочий 4 года. Совет депутатов 28 созыва был избран 18 февраля 2018 года. Исполнительным и распорядительным органом власти является Полоцкий районный исполнительный комитет.

## Экономика

### Промышленность
В Полоцке работает несколько промышленных предприятий, среди которых:
- ОАО «Полоцк Стекловолокно» (основано в 1958 году) — градообразующее предприятие, единственный производитель стеклоткани в Беларуси.
- ОАО «Полоцкий молочный комбинат» (основано в 1944 году) — одно из крупнейших предприятий Витебской области по переработке молока.
- ОАО «Полоцкий комбинат хлебопродуктов» (основан в 1974 году).
- Производственное Унитарное Предприятие «Полоцкие напитки и концентраты» (основано в 1968 году) — производство пива, кваса и минеральной воды. На данный момент(2024) производится только пиво и концентраты для других заводов[43].
- Предприятие «Полоцклес» филиал ОАО «Мостовдрев»[44] — лесоматериалы круглые, дровяная древесина, лесопиление, добыча живицы, изготовление корпусной мебели.
- ОАО «Технолит-Полоцк» (основано в 1923 году) — художественное литьё, изготовление изделий из серого чугуна, продукция металлообработки.
- Фабрика «Мона» филиал ОАО «Моготекс»[45] — производство форменной и специальной одежды, швейных изделий для интерьера.
- РУПП «Наследие Ф. Скорины» (основано в 1918 году) — полиграфические и бытовые услуги.
- ГП «Полоцкий винодельческий завод» (основано в 1929 году)
- ОАО «Полоцкий завод „Проммашремонт“» — основан в 1947 году, ликвидирован в 2013 году[46][47].

### Транспорт
Автомобильный транспорт
Полоцк — крупный транспортный узел Витебской области. Через Полоцк проходят республиканские дороги Р14 (Полоцк — Браслав), Р20 (Витебск — Полоцк — граница Латвии), Р24 (Полоцк — Россоны), Р45 (Полоцк — Глубокое — граница Литвы) и Р46 (Лепель — Полоцк — граница России).
Имеет регулярное автобусное сообщение с Ригой, Таллином, Даугавпилсом, Санкт-Петербургом, Минском, Витебском, Гомелем, Могилёвом и другими городами Беларуси.
Внутри города действует 16 автобусных маршрутов;. Полоцк с Новополоцком связывают маршруты № 5, 10, 10а.
Железнодорожный транспорт
Станция Полоцк — железнодорожный узел с направлениями на Витебск, Даугавпилс, Молодечно и Невель. Пассажирскими поездами связан с Гомелем, Москвой, Минском, Молодечно, Поставами, Санкт-Петербургом, Калининградом, Ригой и некоторыми другими. Пригородное сообщение с близлежащими городами: Витебск, Бигосово, Крулевщизна, Молодечно и Алёща. Прямые дизель-поезда до российских городов Невель, Новосокольники и Великие Луки были отменены в 2009 году. До 1944 года существовала железнодорожная линия на Псков, проходившая через Россоны, которая была разрушена во время войны и после неё не восстанавливалась. В настоящее время существуют планы по восстановлению железнодорожного сообщения Полоцка с Россонами.
Трубопроводы
- Нефтепровод Сургут — Полоцк
- Нефтепровод Полоцк — Вентспилс
- Нефтепровод Унеча — Полоцк
- Нефтепровод Полоцк — Биржай

Речной транспорт
В настоящее время речных пассажирских перевозок нет.

#### Воздушный транспорт
С 1916 года западнее Полоцка действовал военный аэродром. Территория аэродрома в 1930-е годы была расширена за счёт ликвидации Михайловского (ныне — юго-западнее пересечения улицы Богдановича и проспекта Зодчего Иоанна) и военного кладбищ. После окончания Второй мировой войны с аэродрома стали выполняться пассажирские рейсы, в частности, на Витебск, Минск и Москву (при этом часть аэродрома продолжала оставаться доступной исключительно для военных). В 1980-х годах аэродром был перемещён на новую площадку в деревню Бецкое в 6 километрах юго-западнее Полоцка. С конца 1980-х годов производится поэтапная многоэтажная застройка бывшего аэродрома — образованный микрорайон получил название «Аэродром».

## Городская среда

### Мосты
Сегодня Полоцк насчитывает 8 мостов, в том числе один железнодорожный через Западную Двину, один железнодорожный через Полоту, два автомобильных через Западную Двину, один автомобильный через Бельчицу, два автомобильных и один пешеходный через Полоту. Первый транспортный мост в Полоцке через реку Западная Двина был построен Военным министерством Российской империи в 1915—1916 годах недалеко от существующего ныне моста по Юбилейной улице. В августе 1919 года он был сожжён. В 1924 году был построен мост в районе Интернациональной улицы, сегодня не существующей. Немного позже был построен ещё один мост в районе Юбилейной улицы. До 1932 года существовал мост в районе улицы Свердлова. С 1932 по 1941 год деревянный мост через Западную Двину находился в районе современной Нижне-Покровской улицы.
Современные мосты:
- Красный мост через Полоту по улице Евфросинии Полоцкой — возведён в 1975 году на месте деревянного моста.
- Мост через Полоту по Октябрьской улице — построен в 1962 году, проходил капитальный ремонт с февраля по сентябрь 2002 года.
- Покровский мост через Западную Двину (по Юбилейной улице; название присвоено 29 октября 2020 года) — построен в 1934 году, его особенностью является наличие ферм. Проходил реконструкцию в 1960-х, 1993 (с сооружением поблизости временного понтонного моста), 2019—2020 годах.
- «Новый» мост через Западную Двину (по улице Богдановича) — открыт в марте 1997 года, являлся долгостроем, так как начало его строительства пришлось на распад СССР и экономический кризис (строился предположительно с 1989 года). На мосту планировалось обустроить выделенную полосу для трамвайных путей, однако в этом месте, вероятно, был проложен трубопровод.

### Велодвижение
Полоцк — один из лидеров развития велодвижения в Беларуси. Именно здесь в 2016 году — раньше, чем в Минске — появилась велополоса на проезжей части.
На велосипеде совершаются 3,6 % всех утилитарных поездок с использованием транспорта.

## Галерея
- Здания проспекта Франциска Скорины

- Здания площади Свободы

## Образование
В 1580 году по Указу польского короля Стефана Батория в Полоцке был основан Полоцкий иезуитский коллегиум.
В XVII веке при Полоцком Богоявленском монастыре существовала православная Полоцкая братская школа, в которой с 1656 года преподавал известный педагог, публицист, поэт, драматург и церковный деятель Симеон Полоцкий.
12 января 1812 года указом императора Александра I Полоцкий иезуитский коллегиум был преобразован в Полоцкую иезуитскую академию с правами университета. Полоцкая иезуитская академия просуществовала 8 лет до 1820 года и стала первым высшим учебным заведением на территории современной Беларуси.
На базе Полоцкой иезуитской академии с 1822 года функционировало Полоцкое высшее пиарское училище. 21 января 1830 года Полоцкое высшее пиарское училище было упразднено.
25 июня 1835 года в здании бывшей Полоцкой иезуитской академии был открыт Полоцкий кадетский корпус. В 1865 году во время милютинской реформы Полоцкий кадетский корпус был переименован в Полоцкую военную гимназию. В 1882 году он был переименован обратно в Полоцкий кадетский корпус. В начале Первой мировой войны сентябре 1914 года Полоцкий кадетский корпус был эвакуирован из Полоцка.
1 сентября 1844 года было открыто Спасо-Евфросиниевское женское духовное училище. В 1907 году указом Святейшего Синода Спасо-Евфросиниевское училище было преобразовано из трёхклассного в шестиклассное и получило статус епархиального. Спасо-Евфросиниевское епархиальное училище прекратило существование в 1917 году.
14 июля 1968 года был образован Новополоцкий филиал Белорусского политехнического института. С 1 января 1974 года на базе Новополоцкого филиала Белорусского политехнического института был открыт Новополоцкий политехнический институт. 14 сентября 1993 года Новополоцкий политехнический институт был переименован в Полоцкий государственный университет. В 2022 году университету присвоено имя Евфросинии Полоцкой.
В Полоцке действуют 15 средних школ, 2 гимназии, кадетское училище, 2 спортивные школы, в том числе олимпийского резерва, школа искусств и художественная, Полоцкий государственный аграрно-экономический колледж, Полоцкий торгово-технологический колледж Белкоопсоюза, Полоцкий государственный лесной колледж, Полоцкий колледж УО «ВГУ имени П. М. Машерова», Полоцкий государственный профессионально-технический колледж, Полоцкий государственный профессиональный лицей строителей, Полоцкий государственный химико-технологический колледж, Полоцкий медицинский колледж.

## Культура

### Библиотеки
Сведения о первой библиотеке города относится к периоду просветительской деятельности Евфросиньи Полоцкой. В XII веке в Софийском соборе была собрана первая полоцкая библиотека. В более поздний период существовала крупнейшая библиотека Иезуитского коллегиума (более 50 тыс. томов), а затем Кадетского корпуса. Есть сведения о библиотеке Богоявленского монастыря.
В 1912 году была создана общественная полоцкая библиотека. Перед революцией 1917 года в Полоцке существовала также библиотека Просветительского общества. За время немецкой оккупации Полоцка с 25 января по 21 ноября 1918 года многие книги исчезли из книгохранилищ. В январе 1919 года в Полоцке были национализированы все библиотечные книги и создана центральная городская библиотека. В 1926 году библиотеке присвоили имя Революции 1905 года. В 1926—1929 годах библиотекой руководил Иссидор Маркович Фрумин, впоследствии профессор Московского Института культуры. В 1940 году в Полоцке было 9 библиотек. Во время Великой Отечественной войны библиотеки вместе с их фондами были уничтожены немецко-фашистскими захватчиками. В 1945 году была открыта Полоцкая областная библиотека. К 1954 году фонд её составил 100 тыс. экземпляров. В связи с ликвидацией Полоцкой области библиотека была реорганизована в центральную городскую библиотеку в том же году.
8 декабря 1978 года библиотеки Полоцка были объединены в Централизованную библиотечную систему (ЦБС). Она состояла из центральной городской библиотеки, 3 детских библиотек и 6 библиотек-филиалов.
Полоцкая районная сеть публичных библиотек (РЦБС) основана в январе 1979 года и состоит из районной библиотеки, детской районной библиотеки, двух горпоселковых библиотек и 34 библиотек-филиалов. 9 библиотек находятся в агрогородках.
- Полоцкий филиал Научной библиотеки УО «Полоцкий государственный университет» (2006)
- Музей-библиотека Симеона Полоцкого (1994)
- Полоцкая центральная районная библиотека
- Детская районная библиотека-филиал № 1 Полоцкой РЦБС
- Центральная библиотека имени Франциска Скорины (1945)
- Детская библиотека имени Л. Толстого, филиал № 1 ЦБС (1948)
- Библиотека имени Александра Герцена, филиал № 2 ЦБС (1947)
- Библиотека имени Янки Купалы, филиал № 3 ЦБС (1950)
- Библиотека-филиал № 4 ЦБС (1967)
- Библиотека-филиал № 5 ЦБС (1974)
- Детская библиотека имени Янки Журбы, филиал № 6 ЦБС (1952)
- Детская библиотека, филиал № 7 ЦБС (1967)
- Библиотека-филиал № 8 ЦБС (2006)
- Специализированная библиотека для инвалидов по зрению филиал № 9 ЦБС (2009)
- Техническая библиотека ОАО «Полоцк-Стекловолокно»

### Музеи
В Полоцке насчитывается одиннадцать музеев. Музеи Полоцка входят в состав Национального Полоцкого историко-культурного музея-заповедника. Экспозиции некоторых полоцких музеев размещены в памятниках архитектуры: Софийском соборе (сер. XI — сер. XVIII вв.), корпусе бывшего иезуитского коллегиума (XVIII в.), Лютеранской кирхе (нач. XX в.), Братской школе (к. XVIII в.), жилых домах по ул. Войкова, 1 и ул. Нижне-Покровской, 46 (XIX — нач. XX вв.), домике Петра I (1692), водонапорной башне (1956). Музейный фонд Национального Полоцкого историко-культурного музея-заповедника составляет около 80 000 единиц хранения.
- Национальный Полоцкий историко-культурный музей-заповедник
  - Детский музей
  - Историко-культурный комплекс «Поле ратной славы» (расположен в агрогородке Гомель)
  - Краеведческий музей
  - Музей белорусского книгопечатания
  - Музей боевой славы
  - Музей истории архитектуры Софийского собора
  - Музей традиционного ручного ткачества Поозерья
  - Музей-библиотека Симеона Полоцкого
  - Музей-квартира Героя Советского Союза З. М. Туснолобовой-Марченко
  - Природно-экологический музей
  - Стационарная выставка «Прогулка по Нижне-Покровской»
  - Художественная галерея

- Природно-экологический музей
- Краеведческий музей
- Музей книгопечатания

### Театры
- Народный театр исторического костюма «Полацкі звяз»
- Образцовый юношеский театр-студия «Гармония»
- Заслуженный любительский коллектив Республики Беларусь театр «Пилигрим»

### Полоцк —Культурная столица Республики Беларусь-2010
В 2010 году в рамках акции «Культурная столица Беларуси», инициированной Министерством культуры Республики Беларусь с целью активизации региональных общественных инициатив по поддержке белорусской культуры и привлечения туристов, было приняло решение почётное право первому носить титул «Культурной столицы Беларуси 2010 года» предоставить древнему Полоцку как духовному центру Беларуси.
В 2023 году постановлением Министерства культуры Республики Беларусь от 30 мая 2023 года № 80 статус нематериальной историко-культурной ценности присвоен элементу «Культура белорусской дуды на Витебщине» в г. Полоцк —  Историко-культурная ценность Республики Беларусь, .

## События и мероприятия

### Праздники
- 5 июня — День памяти Преподобной Евфросинии, игумении Полоцкой

### Фестивали
- «Звоны Софии» — международный фестиваль органной музыки
- Международный фестиваль старинной и современной камерной музыки
- Рубон — фестиваль средневековой культуры
- Европа Плюс Полоцк — фестиваль-конкурс молодых исполнителей эстрадной песни

## Физкультура и спорт
В Полоцке развит любительский и профессиональный спорт. В городе функционируют следующие учреждения:
- Специализированное учебно-спортивное учреждение физической культуры и спорта «Полоцкая государственная детско-юношеская спортивная школа».
- Учебно-спортивное учреждение «Полоцкая специализированная детско-юношеская школа олимпийского резерва».
- Спортивный комплекс «Химик».
- Спортивный комплекс единоборств «Олимпиец».
- Культурно-спортивный комплекс ОАО «Полоцк-Стекловолокно».

## Средства массовой коммуникации

### Телевидение
- Телеканал «Скиф-Полоцк»
- Телеканал «Саммит+ТВ»

### Радиостанции
- интернет-радиостанция «Полоцкая волна»[58]

Также принимаются из посёлка Ушачи
- 66.74 Канал Культура
- 68.30 Радио Витебск
- 70.94 Радио Столица
- 72.65 Белорусское Радио (на этой частоте — с местными включениями Витебской ОГТРК)
- 88.20 Авторадио
- 90.10 Юмор FM
- 90.80 Новое радио
- 91.40 Европа Плюс
- 92.00 Радио Столица
- 100.0 Альфа-радио
- 101.7 Канал Культура
- 102.1 Европа Плюс Полоцк (с 01.01.2024 перешёл на собственное вещание, сохранив прежнее название)
- 102.7 Радиус-FM
- 104.7 Ретро FM Полоцк
- 106.7 Первый Национальный канал Белорусского радио
- 107.8 Радио Витебск

И Новополоцка
- 98.1 «Радио Витебск» с региональными вставками радио ОАО «Нафтан» (моно)
- 107.0 «Центр ФМ» с региональными вставками радио «Вектор FM»

### Печать
- В 1917 году издавалась газета эсеровского направления «Революционный голос».
- В 1924—1926 гг. издавалась газета Полоцкого окружкома КП(б)Б «Полоцкий пахарь», с 1926 года под названием «Красная Полоччина», с 1990-х годов носит название «Полоцкий вестник».

Также в советское время выходила городская газета «Знамя коммунизма».

## Достопримечательности

### Архитектура
- Софийский собор (построен между 1044—1066 годами, разрушен в 1710 году, восстановлен в стиле виленского барокко в 1738—1750 годы) — один из самых ранних храмов Древней Руси наряду с Киевским и Новгородским Софийскими соборами и самая древняя каменная постройка на территории современной Беларуси.
- Комплекс зданий Спасо-Ефросиниевского монастыря (основан в 1128 году), в том числе Спасо-Преображенский храм (1161; зодчий Иоанн), Евфросиниевская трапезная церковь (1847) и Крестовоздвиженский собор (1893—1897; архитектор В. Ф. Коршиков).
- Комплекс зданий бывшего Богоявленского монастыря, в том числе Богоявленский собор (XVIII в.) и строение братской школы (1780—1788).
- Комплекс зданий бывшего иезуитского коллегиума (XVIII век).
- Комплекс зданий бывшего монастыря бернардинцев, в том числе римско-католическая церковь Девы Марии (1758) — руины, жилой корпус (1758).
- Жилой корпус бывшего монастыря францисканцев (вторая половина XVIII века).
- Свято-Покровская церковь (заложена в 1905 году, восстановлена в 2004 году).
- Жилой дом, известный как домик Петра I (1692) (Нижне-Покровская улица, 33). Памятник архитектуры с элементами стиля барокко. Сейчас здесь расположена Стационарная выставка «Прогулка по Нижне-Покровской».
- Застройка пл. Свободы (конец XVIII века).
- Здание бывшего Православного духовного училища (проспект Ф. Скорины, 10). Построено во 2-й половине XIX века. Сейчас здесь расположен Полоцкий горисполком.
- Здание бывшего Спасо-Евфросиньевского женского епархиального училища (ул. Ефросинии Полоцкой, 45). Построено в начале XX века. Сейчас — Полоцкий государственный лесной колледж.
- Здание бывшей лютеранской кирхи (начало XX века). Сейчас здесь расположен Краеведческий музей.
- Римско-католическая церковь св. Андрея Боболи (1996).
- Греко-католическая церковь св. Параскевы Полоцкой (1996, ул. Новосёлов, 70).

- Богоявленский собор
- Бывшее Духовное училище
- Свято-Покровская церковь

### Утраченное наследие
- Церковь Святых Бориса и Глеба Бельчицкого Борисоглебского монастыря (XII в.).
- Церковь Святой Параскевы Пятницы Бельчицкого Борисоглебского монастыря (XII в.).
- Свято-Николаевский собор, до 1830 года Римско-католическая церковь св. Стефана иезуитского коллегиума (1738, разобран в 1964 году).
- Римско-католическая церковь св. Антония монастыря францисканцев, после 1838 года Ново-Покровская церковь (1763—775, разобран в 1860 году).
- Крест Ефросинии Полоцкой, изготовленный в 1161 году архитектором Лазарем Богшей по заказу преподобной Ефросиньи Полоцкой. Утерян в годы Великой Отечественной войны.

### Предположения о полоцких курганах
Полоцкий историк Д. В. Дук, основываясь на исследованиях документов, косвенных археологических находок и логике городского строительства, в монографии «Полоцк и полочане» приводит ряд весомых аргументов в пользу нахождения в прошлом на территории современного Полоцка курганных захоронений, которые были уничтожены в процессе разрастания города и строительства аэродрома в период Первой мировой войны. Курганный комплекс, располагавшийся в районе от северной излучины Полоты до современного района Аэродром, автор называет «северным», а могильник, соответствующий положению современных Покровской и Коммунистической улиц — «восточным».
По мнению историка Г. В. Штыхова в «северном курганном могильнике» находилась основная часть полоцких курганов.

### Укрепления
По словам современника Стефана Батория Гейденштейна, в XVI веке Полоцк состоял из двух замков, верхнего и нижнего, и города Заполотья и был окружён со всех сторон глубоким рвом, высокими валами и деревянной стеной. По сообщению В. Б. Шереметева, в 1655 году верхний замок был укреплён «тыном стоячим» с 9 башнями, нижний — «рублеными тарасами» с 7 башнями, посад — «надолбами». Город, окружённый двойным палисадом и глубоким рвом, был хорошо приспособлен к обороне. В последний раз полоцкие укрепления использовались в Отечественной войне 1812 года. Никаких следов замков не сохранилось.

### Памятники, скульптуры, мемориальные комплексы
- Памятник В. И. Ленину
- Борисов камень — памятник эпиграфики XII в.
- Памятник-часовня героям Отечественной войны 1812 года (1850, восстановлен 21 мая 2010; автор проекта — Антонио Адамини, архитектор Фиксен).
- Красный мост — место ожесточённого сражения русских войск с французскими 7 октября 1812 года (1975, установлена мемориальная доска).
- Памятный комплекс «Курган Бессмертия», насыпан жителями города на левом берегу Западной Двины в память о 150 000 жителей Полоцка и Полоцкого района, убитых оккупантами во время Великой Отечественной войны, а также воинах Красной Армии, погибших в боях против немецких оккупантов на территории Полоцкого района (1966).
- Бюст Героя Советского Союза Александра Константиновича Горовца (1973; скульптор С. Адашкевич).
- Памятник Франциску Скорине (1974; скульпторы А. Глебов, И. Глебов и А. Заспицкий, архитектор В. Марокин).
- Бюст военачальника Владимира Мартиновича Азина (1979; скульптор С. Вакар, архитектор Ю. Казаков).
- Памятник «Освободителям Полоцка» (1981; скульптор Г. Муромцев, архитектор В. Аладов).
- Памятник 23-м воинам-гвардейцам (1989).
- Памятник Евфросинии Полоцкой (2000; скульптор И. Голубев).
- Памятник кривичам (2001; скульптор А. Шатерник).
- Памятник Всеславу ЧародеюПамятник букве «Ў» (2003; скульптор А. Финский).
- Памятник-часовня в память воинов-полочан, погибших в Афганской войне (2004).
- Памятник Симеону Полоцкому (2004; скульптор А. Финский).
- Памятник Всеславу Чародею (2007; скульпторы А. Прохоров[бел.], С. Игнатьев, Л. Минкевич, архитектор — Д. Соколов; первая конная статуя князя в Беларуси).
- Памятник Андрею Полоцкому (2009; скульптор И. Голубев).
- Бюст героя обороны Порт-Артура, генерала Романа Кондратенко (2008; скульптор Л. Оганов).
- Бюст Юрия Тарича (2010; скульптор Л. Минкевич).
- Памятник зодчему Иоанну (2012; скульптор А. Шаппо).
- Памятник полоцкому студенту (2010).
- 2 мемориальных летательных аппарата. В экспозиции выставки военной техники в парке имени 50-летия Советской власти установлены самолёт МиГ-29 и вертолёт Ми-2У.
- Памятная доска профессору Габриэлю Груберу на здании коллегиума (2014).
- Памятный знак «Полацк — калыска беларускай дзяржаўнасці» (2017; архитектор С. А. Сардаров, скульптор В. А. Пипин).
- Памятник Мамкину А. П., Форинко М. С. и др., участвовавшим в спасении воспитанников Полоцкого детского дома в годы Великой Отечественной войны (2024).

Всего на конец 2014 года в городе насчитывалось 24 памятных доски.
|  |  |  |

### Полоцк —географический центр Европы
Весной 2008 года специалисты РУП «Белаэрокосмогеодезия» установили, что географический центр Европы находится в Полоцке. Позднее эти расчёты были подтверждены в российском ЦНИИ геодезии, аэросъёмки и картографии. 31 мая 2008 года в Полоцке был установлен памятный знак «Географический центр Европы». Теперь каждый, кто побывает в Полоцке, сможет получить памятный сертификат о том, что он побывал в самом «сердце» Европы.

## Полоцк в художественной литературе и музыке
- Город упоминается в книге шведского писателя Франца Гуннара Бенгтссона, «Рыжий Орм» в связи с путешествием отряда шведских викингов к порогам Днепра.
- Городу посвящена песня Ю. Визбора «Полоцк».

## В филателии и нумизматике
- 21 октября 1998 года Национальным банком Республики Беларусь выпущены в обращение памятные монеты «Полацк» («Полоцк»)[59].
- 7 сентября 2003 года выпущен в обращение конверт с оригинальной маркой «День белорусской письменности в Полоцке»[60].
- 29 мая 2010 года выпущен в обращение конверт с оригинальной маркой «Полоцк — культурная столица Беларуси 2010 г.»[61].
- 28 декабря 2011 года Национальным банком Республики Беларусь выпущены в обращение памятные монеты «Полацк. Ганзейскі саюз» («Полоцк. Ганзейский союз»)[62].
- 7 мая 2012 года Министерство связи и информатизации Республики Беларусь выпустило в обращение конверт с оригинальной маркой «1150-летие первого летописного упоминания Полоцка»[63].
- 24 августа 2017 года Министерство связи и информатизации Республики Беларусь выпустило в обращение почтовую марку «Герб Полоцка» из серии «Гербы городов Беларуси»[64].
- 1 сентября 2017 года выпущен в обращение конверт с оригинальной маркой «День белорусской письменности в Полоцке»[65].

## Галерея
- Памятник-часовня Героям войны 1812 года (1850, восстановлен 21 мая 2010; автор проекта — Антонио Адамини, архитектор Фиксен)
- Монументальный знак «Полоцк — географический центр Европы» (2008, архитектор И. Боровик, скульптор А. Прохоров)
- Детский музей. Скульптурная композиция «Школьница с часами» (скульптор П. Войницкий)
- Памятный комплекс «Курган Бессмертия»(1966)
- Памятник Симеону Полоцкому (2004; скульптор А. Финский)
- Памятник «Освободителям Полоцка» (1981; скульптор Г. Муромцев, архитектор В. Аладов)
- Памятник 23-м воинам-гвардейцам (1989)
- Памятник «Полоцк – колыбель белорусской государственности» около Софийского собора  (2017; архитектор С. А. Сардаров, скульптор В. А. Пипин)

## Международное сотрудничество
Города-побратимы:
1. Алаверди, Армения[66]
2. Бэлць, Молдова
3. Великие Луки, Псковская область, Россия
4. Великий Новгород, Россия
5. Вентспилс, Латвия
6. Гданьск, Польша
7. Готланд, Швеция
8. Ионава, Литва
9. Каменец-Подольский, Украина
10. Канск, Россия[67].
11. Мингечевир, Азербайджан[66]
12. Обухов, Украина
13. Суоярвский район, Карелия, Россия
14. Тосно, Ленинградская область, Россия
15. Тракай, Литва
16. Фридрихсхафен, Германия
17. Электросталь, Россия
18. Ярослав, Польша